# شبکه استرالیایی هنر و فناوری
شبکه استرالیایی هنر و فناوری (انگلیسی: Australian Network for Art and Technology)  (به اختصار ANAT )، توسط بنیاد هنر تجربی استرالیا در سال ۱۹۸۸ تأسیس شد. ANAT یک سازمان غیرانتفاعی است که ابزارهایی را برای کمک به هنرمندان استرالیایی ، به ویژه آنهایی که در هنرهای نیومدیا فعالیت دارند، فراهم می کند. برنامه آن شامل کارگاه ها، انتشارات، و اقامتگاه‌های هنرمندان است.
این شبکه در حال حاضر ۱۰ کارمند دارد و در آدلاید ، استرالیای جنوبی واقع شده است. در حال حاضر تحت قانون انجمن ۱۹۸۵ فعالیت می کند و با شرکای داخلی و بین‌المللی همکاری دارد.